# Estornell de Socotra
L'estornell de Socotra (Onychognathus frater) és una espècie d'ocell de la família dels estúrnids (Sturnidae). És endèmic de l'illa de Socotra. Habita zones rocoses, matollars i boscos tropicals i subtropicals de frondoses secs i matollars de gran altitud, així com jardins rurals. El seu estat de conservació es considera de risc mínim.